# Pranab Kumar Guha
Pranab Kumar Guha es un diplomático indio retirado.
- Pranab Kumar Guha es hijo de Malina Lalit y Chandra.
- En 1948 entró al Ministry of Information and Broadcasting (India).
- En 1951 entró al Ministerio de Asuntos Exteriores (India).
- De 1951 a 1954 fue secretario de segunda clase del representatante del Gobierno de la India en Singapur.
- De 1955 a 1959 fue secretario de primera clase en Beijing.
- De 1958 a 1960 fue Alto Comisionado adjunto en Lagos.
- De 1961 a 1964 fue secretario de primera clase en Tokio.
- De 1964 a 1965 fue secretario ajunto del Ministerio de Asuntos Exteriores (India).
- De 1965 a 1967 fue director en el Ministerio de Asuntos Exteriores (India).
- De 1967 a 1969 fue Alto Comisionado adjunto en Daca.
- De 1971 a 1974 fue embajador en Damasco (Siria).
- De 1974 a 1977 fue embajador en Rabat (Marruecos) con coacredición en Túnez (ciudad).
- De 1977 a 1979 fue embajador en Lisboa (Portugal).[1]